# Somabrachys powelli
Somabrachys powelli is een vlinder uit de familie van de Somabrachyidae. De wetenschappelijke naam van de soort is voor het eerst geldig gepubliceerd in 1908 door Oberthür.